# Мутев Димитар
Димитар Стефанов Мутев (болг. Димитър Стефанов Мут́ев; 4 вересня 1812, Калофер, Османська імперія — 13 січня 1864, Болград) — болгарський просвітник, перекладач, видавець, педагог, письменник, журналіст, науковець, перший учений-метеоролог Болгарії. Брат першої болгарської поетеси Елени Мутевої.

## Життєпис
Народився 4 вересня 1812 в м. Калофер Османської імперії.
Під час російсько-турецької війни (1828—1829) разом із сім'єю переїхав до Одеси, де закінчив Рішельєвський ліцей.
Продовжив навчання в Рейнському університеті Фрідріха Вільгельма в Бонні. 1842 року захистив докторську дисертацію з фізики в Берлінському університеті.
Після закінчення університету жив у Санкт-Петербурзі, 1857 року переїхав до Константинополя. Пробуджував у болгарах почуття національної самостійності та відстоював їхні права.
Заснував журнал «Български книжици», видавав разом із Драганом Цанковим щорічник «Месецослов на българската книжнина», зробив перший переклад роману Гаррієт Бічер-Стоу «Хатина дядька Тома» болгарською мовою.
1859 року переїхав у Болград, де очолив місцеву гімназію і перетворив її на осередок болгарської культури.
Помер 13 січня 1864 року в Болграді.

## Пошанування
У 2014 році в Болграді відкрито меморіальну дошку.